# تفجيرات مومباي 13 يوليو 2011
تفجيرات مومباي 13 يوليو 2011 هي سلسلة من ثلاث تفجيرات قنابل وقعت في مواقع مختلفة من مومباي، في الهند يوم 13 يوليو، 2011 بين 18:54 و19:06 بتوقيت الهند القياسي. وقع التفجير الأول في دار الأوبرا، والثاني في بازار زافيري، ووقع الثالث في منطقة دادار. أخبر عن قنبلة أخرى اكتشفت في منطقة سانتا كروز وعطلت في الوقت المناسب.

## الضحايا
بلغ عدد القتلى 23 شخصًا، وأصيب 143 آخرون، ولا يزال هناك أكثر من 30 شخصًا بينهم 11 شخصًا في حالة حرجة يتلقون العلاج في المستشفيات.

## ردود الفعل

### محلية
أدانت الرئيسة الهندية براتيبها باتيل التفجيرات، وأعربت عن تعازيها لأسر الضحايا وتمنياتها بالشفاء العاجل للمصابين. كما أدان ئيس الوزراء مانموهان سينج في بيان له التفجيرات، وناشد المواطنين التزام الهدوء والتمسك بالوحدة في مواجهة «أول هجوم إرهابي كبير منذ هجمات مومباي الإرهابية التي وقعت في 26 من نوفمبر 2008».

### دولية

#### منظمات
- الأمم المتحدة: في بيان لبيتر ويتينغ سفير ألمانيا في الأمم المتحدة والرئيس الحالي للمجلس قال إن «أعضاء المجلس يؤكدون مجددًا أن الإرهاب في كل أشكاله يشكل أحد أكثر التهديدات خطورة على السلام في العالم وعلى الأمن، وأن أعمال الإرهاب اجرامية وغير مبررة أيا كان حافزها».[4]

#### دول
- إيران - شجب المتحدث باسم الخارجية الإيرانية رامين مهمانبرست التفجيرات، واعتبر أن ظاهرة انتشار الإرهاب المشؤومة في المنطقة يكمن في تواجد القوات الأجنبية وتعاملها الخاطئ تجاه هذه العمليات الإرهابية.[5]